# Котте
Ко́тте (синг.  කෝට්ටේ රාජධානිය) — государство, существовавшее на острове Шри-Ланка в XV—XVI вв. Государство занимало длинную полосу вдоль западного побережья, приближённо соответствующую современным Северо-Западной провинции и Западной провинции, и частично Южной провинции.

## Развал государства Поллонарува
Начиная с XI века остров Шри-Ланка находился под властью сингальского государства Полоннарува, которое вело активную наступательную политику в Южной Индии. Однако с конца XII века на острове возобладали центробежные силы, и за 19 лет (с 1196 по 1215 годы) на сингальском престоле сменилось 12 правителей. Междоусобицы ослабили остров экономически и политически, и в 1212 году он был завоёван неким Паракрама Пандьёй.
В 1215 году на севере страны высадилось войско Магхи из индийского государства Калинга, которое разграбило северные и северо-восточные районы острова — центры древней сингальской цивилизации. Во второй четверти XIII века большинство феодальных правителей территорий в юго-западной части острова, не вошедших в состав созданного Магхой государства, объединились вокруг сингальской царской династии Дамбадении, и под предводительством сначала Виджаябаху III, а затем — Паракрамабаху II сумели отвоевать Полоннаруву и оттеснить тамилов на полуостров Джафна. В результате на севере острова утвердилось тамильское государство Джафна, на остальной части господствовало сингальское государство. Под воздействием крепнущей и раздвигающей границы на юг Джафны центр сингальского государства был перенесён сначала в Дамбадению, потом в Япахуву, затем Курунегалу, Гамполу и Райигаму. Между двумя государствами в качестве буферной зоны находились ванни — многочисленные автономные феодальные вотчины, находившиеся в вассальной зависимости либо от Джафны, либо от сингальских царских династий.
В XIV веке сингальское государство охватил процесс децентрализации. Случалось, что государством одновременно правили несколько правителей. В это время началось возвышение семейства Алагокканаров — южноиндийских торговцев, переселившихся на Шри-Ланку и принявших буддизм. К середине XIV века эта семья стала одной из самых влиятельных при дворе и породнилась с сингальской царской династией Гамполы. Во время правления Викрамабаху III один из представителей этой семьи, бывший министром, основал на юго-западном побережье острова «котте» (в переводе с сингальского — «крепость»). В правление Бхуванаикабаху V (1372—1408) выходец из этой семьи Алакешвара сосредоточил всю фактическую власть в государстве в своих руках, а после смерти царя наследовал престол.

## Паракрамабаху VI и основание государства Котте
В 1405 году на Шри-Ланку прибыл с экспедицией китайский мореплаватель Чжэн Хэ, который потребовал передачи китайскому императору священных буддийских реликвий — зуба Будды, волоса Будды и чаши для подаяний — являвшихся важнейшими атрибутами власти сингальских царей. Получив отказ, Чжэн Хэ в 1411 году вернулся на остров в сопровождении военного отряда в 3000 человек, ворвался в столицу, захватил в плен царя Вира Алакешвару, членов его семьи и приближённых, доставил их на корабль и увёз в Китай. К власти пришёл Паракрамабаху VI. Хотя в 1414 году пленники были возвращены на остров, но Вира Алакешвара уже не мог рассчитывать на возвращение трона.
Царь Паракрамабаху VI начал своё правление в Райигаме, но в 1415 году перенёс столицу сингальского государства в Котте, ставший новым политическим и экономическим центром страны на юго-западном побережье. Правивший страной в течение 55 лет, Паракрамабаху VI сумел возродить единое централизованное сингальское государство (и стал последним сингальским царём, объединившим под своей властью весь остров). Он ликвидировал угрозу нападения со стороны империи Виджаянагар с континента, подчинил себе ваннияров и двинул сингальские войска на Джафну. Первый военный поход окончился неудачей, но второй завершился победой сингальцев. Правитель Джафны, Ариячакраварти, бежал в южную Индию, и в середине XV века Джафна была включена в состав сингальского государства. Наместником её был назначен приёмный сын Паракрамабаху VI — Самупал Кумарая.
Паракрамабаху VI не стал создавать единый административный аппарат для всего острова, он сохранил в завоёванных районах прежнюю систему управления, а нередко оставлял и прежних правителей в случае их согласия признать его сюзеренитет.

## Распад единого государства
После смерти Паракрамабаху VI ему наследовал его внук, который вскоре был убит Самупалом Кумараей, захватившим престол под именем Бхуванаикабаху VI. Борьба за власть в центре привела к ослаблению контроля над территориями, входящими в состав сингальского государства. В 1467 году вновь обрела независимость Джафна, затем в центральных районах острова образовалось независимое государство Канди. После смерти Бхуванаикабаху VI в 1477 году власть правителей Котте распространялась только на юго-западные районы Шри-Ланки; все крупные морские порты острова, фактически, находились в руках мавров и южноиндийских торговых корпораций.
К началу XVI века государство Котте было разделено на провинции, находившиеся под управлением царских наместников (они носили титул раджа, как и сам правитель Котте). Провинции обладали большой автономией. В 1521 году царь Виджаябаху был убит (при поддержке кандийского правителя Джаявиры) своими тремя старшими сыновьями, недовольными тем, что их отец объявил наследником престола младшего — четвёртого — брата. После убийства Виджаябаху его государство распалось на три враждующих между собой объединения с центрами в Котте, Ситаваке и Райагаме.

## Альянс с Португалией
В 1505 году остров Шри-Ланка впервые посетили португальцы. Убедившись в доходности местной экспортной торговли, португальские власти Гоа взяли курс на строительство торговых факторий на побережье, которые постепенно должны были стать опорными пунктами для военного захвата острова. В 1518 году на остров была направлена португальская миссия, возглавляемая Л. С. д’Альбергария, для установления торговых отношений с Котте. Переговоры завершились тем, что португальцам разрешили построить торговую факторию близ столицы и обещали ежегодные поставки корицы в качестве платы за обещанную помощь правителю Котте в его борьбе за верховную власть на острове.
После убийства Виджаябаху и раздела страны между тремя его сыновьями район города Котте достался старшему из братьев — Бхуванаикабаху. Так как это был основной район произрастания коричного дерева на острове, то он представлял наибольший интерес для португальцев, заинтересованных в экспортной торговлей корицей, и они постарались получить прочные позиции при дворе этого княжества. В частности, они поддержали Бхуванаикабаху своим флотом.
В 1528 году умер правитель Райагамы, и подвластные ему территории были присоединены к государству Ситавака. Заключив союз с одним из южноиндийских правителей, чей военный флот не уступал по численности португальскому, Маядунне — раджа Ситаваки — решил захватить также и Котте. Однако превосходство португальцев в военном деле обеспечили победу Котте, и Маядунне был вынужден просить мира на унизительных условиях. Тем не менее, Маядунне сумел за короткий срок частично одолеть, частично склонить на свою сторону многих провинциальных наместников Котте, и к 1541 году большая часть территории этого государства оказалась фактически под властью Ситаваки.
На территории Котте активно действовали миссионеры-францисканцы. Бхуванаикабаху дал им разрешение на строительство католических храмов и свободную пропаганду христианского учения.
Так как у Бхуванаикабаху не было сыновей, то Маядунне — следующий по старшинству брат царя — согласно сингальской традиции имел все основания рассчитывать на провозглашение его наследником. Однако в 1540 году Бхуванаикабаху объявил наследником престола Котте своего внука Дхармапалу (сына его дочери Самудрадеви), и направил посольство в Лиссабон ко двору португальского короля Жуана III с целью получить его одобрение и благословение. В 1543 году португальский король торжественно короновал присланную ему золотую статую Дхармапалы, санкционировав тем самым столь необычный и беспрецедентный для Шри-Ланки порядок престолонаследия.

## Внутриланкийские войны и исчезновение Котте
В 1550-х годах в ходе военных действий между Котте и Ситавакой был убит правитель Котте — Бхуванаикабаху. Маядунне — правитель Ситаваки — объявил себя законным наследником и двинул войска к столице; португальцы, при поддержке значительной части знати, провозгласили правителем Дхармапалу. Регентом до достижения царём совершеннолетия был назначен отец Дхармапалы — Видийе Бандара. Объединённые сингало-португальские войска изгнали Маядунне с территории Котте и вступили на землю Ситаваки. Маядунне бежал, бросив столицу на произвол судьбы. Союзные войска прекратили преследование и вернулись в Котте.
Видийе Бандара, пойдя на уступку португальцам и приняв католичество, направил усилия на уменьшение военного присутствия португальцев в Котте и их политического давления. В 1553 году он поднял восстание против засилья португальцев, которое поддержал Маядунне, и в результате совместной боевой операции Котте и Ситаваки португальцы были отброшены на побережье. Однако Маядунне, увидев в Видийе Бандаре соперника, поспешил вступить в союз с разбитыми португальскими частями и разгромил войско Видийе Бандары.
Ставленник португальцев на престоле Котте — Дхармапала — в 1557 году был обращён в католичество, и в доказательство истинности своей новой веры конфисковал все земли буддийских и индуистских монастырей, передав их в качестве дара францисканским монахам. Потеряв в результате подобных акций поддержку своих подданных, Дхармапала был вынужден в 1565 году последовать за португальцами, оставившими Котте перед наступающими войсками Маядунне, и обосноваться в португальском форте Коломбо, став таким образом государем без государства.
В 1574 году португальцы выступили инициаторами заключения брачного союза между Дхармапалой и принцессой из восточноланкийского государства Канди. Усмотрев в этом браке угрозу потенциального военного союза португальцев и кандийцев, правитель Ситаваки двинул свою армию в поход на Канди, но потерпел поражение.

## Официальный переход Котте под власть Португалии
В 1580 году Дхармапала объявил в Коломбо, что завещает все юридически подвластные ему территории португальской короне. В 1590-х годах португальцы существенно расширили подвластные им районы, и контролировали большую часть Шри-Ланки. Номинальным правителем Котте, куда была включена и территория Ситаваки, стал Дхармапала. После смерти Дхармапалы в 1597 году португальский генерал-капитан на Цейлоне дон Иеронимо де Азеведу подписал конвенцию с наместниками всех провинций Котте, согласно которой король Португалии Филипп I был официально провозглашён королём португальских владений на Цейлоне.